# Rebréchien
Rebréchien és un municipi francès, situat al departament del Loiret i a la regió de Centre – Vall del Loira. L'any 2007 tenia 1.362 habitants.

## Demografia

### Població
El 2007 la població de fet de Rebréchien era de 1.362 persones. Hi havia 504 famílies, de les quals 80 eren unipersonals (24 homes vivint sols i 56 dones vivint soles), 164 parelles sense fills, 224 parelles amb fills i 36 famílies monoparentals amb fills.
La població ha evolucionat segons el següent gràfic:
Habitants censats

### Habitatges
El 2007 hi havia 544 habitatges, 503 eren l'habitatge principal de la família, 17 eren segones residències i 24 estaven desocupats. 531 eren cases i 13 eren apartaments. Dels 503 habitatges principals, 459 estaven ocupats pels seus propietaris, 40 estaven llogats i ocupats pels llogaters i 4 estaven cedits a títol gratuït; 1 tenia una cambra, 11 en tenien dues, 41 en tenien tres, 124 en tenien quatre i 326 en tenien cinc o més. 458 habitatges disposaven pel capbaix d'una plaça de pàrquing. A 136 habitatges hi havia un automòbil i a 348 n'hi havia dos o més.

### Piràmide de població
La piràmide de població per edats i sexe el 2009 era:
| Homes | Edats   | Dones |
| ----- | ------- | ----- |
| 0     | 95 o +  | 0     |
| 0     | 90 a 94 | 0     |
| 0     | 85 a 89 | 4     |
| 4     | 80 a 84 | 8     |
| 8     | 75 a 79 | 4     |
| 8     | 70 a 74 | 4     |
| 24    | 65 a 69 | 32    |
| 16    | 60 a 64 | 20    |
| 40    | 55 a 59 | 36    |
| 48    | 50 a 54 | 24    |
| 60    | 45 a 49 | 64    |
| 68    | 40 a 44 | 52    |
| 56    | 35 a 39 | 68    |
| 44    | 30 a 34 | 52    |
| 24    | 25 a 29 | 20    |
| 40    | 20 a 24 | 12    |
| 40    | 15 a 19 | 60    |
| 28    | 10 a 14 | 32    |
| 60    | 5 a 9   | 60    |
| 40    | 0 a 4   | 36    |

## Economia
El 2007 la població en edat de treballar era de 915 persones, 730 eren actives i 185 eren inactives. De les 730 persones actives 704 estaven ocupades (364 homes i 340 dones) i 26 estaven aturades (10 homes i 16 dones). De les 185 persones inactives 90 estaven jubilades, 64 estaven estudiant i 31 estaven classificades com a «altres inactius».

### Ingressos
El 2009 a Rebréchien hi havia 514 unitats fiscals que integraven 1.427,5 persones, la mediana anual d'ingressos fiscals per persona era de 22.386 €.

### Activitats econòmiques
Dels 29 establiments que hi havia el 2007, 1 era d'una empresa de fabricació de material elèctric, 3 d'empreses de fabricació d'altres productes industrials, 9 d'empreses de construcció, 1 d'una empresa de comerç i reparació d'automòbils, 3 d'empreses de transport, 1 d'una empresa d'hostatgeria i restauració, 1 d'una empresa d'informació i comunicació, 2 d'empreses immobiliàries, 4 d'empreses de serveis i 4 d'empreses classificades com a «altres activitats de serveis».
Dels 7 establiments de servei als particulars que hi havia el 2009, 1 era un guixaire pintor, 2 fusteries, 3 lampisteries i 1 perruqueria.
L'any 2000 a Rebréchien hi havia 12 explotacions agrícoles que ocupaven un total de 910 hectàrees.

## Equipaments sanitaris i escolars
El 2009 hi havia una escola elemental.

## Poblacions més properes
El següent diagrama mostra les poblacions més properes.